# Relaciones México-Yugoslavia

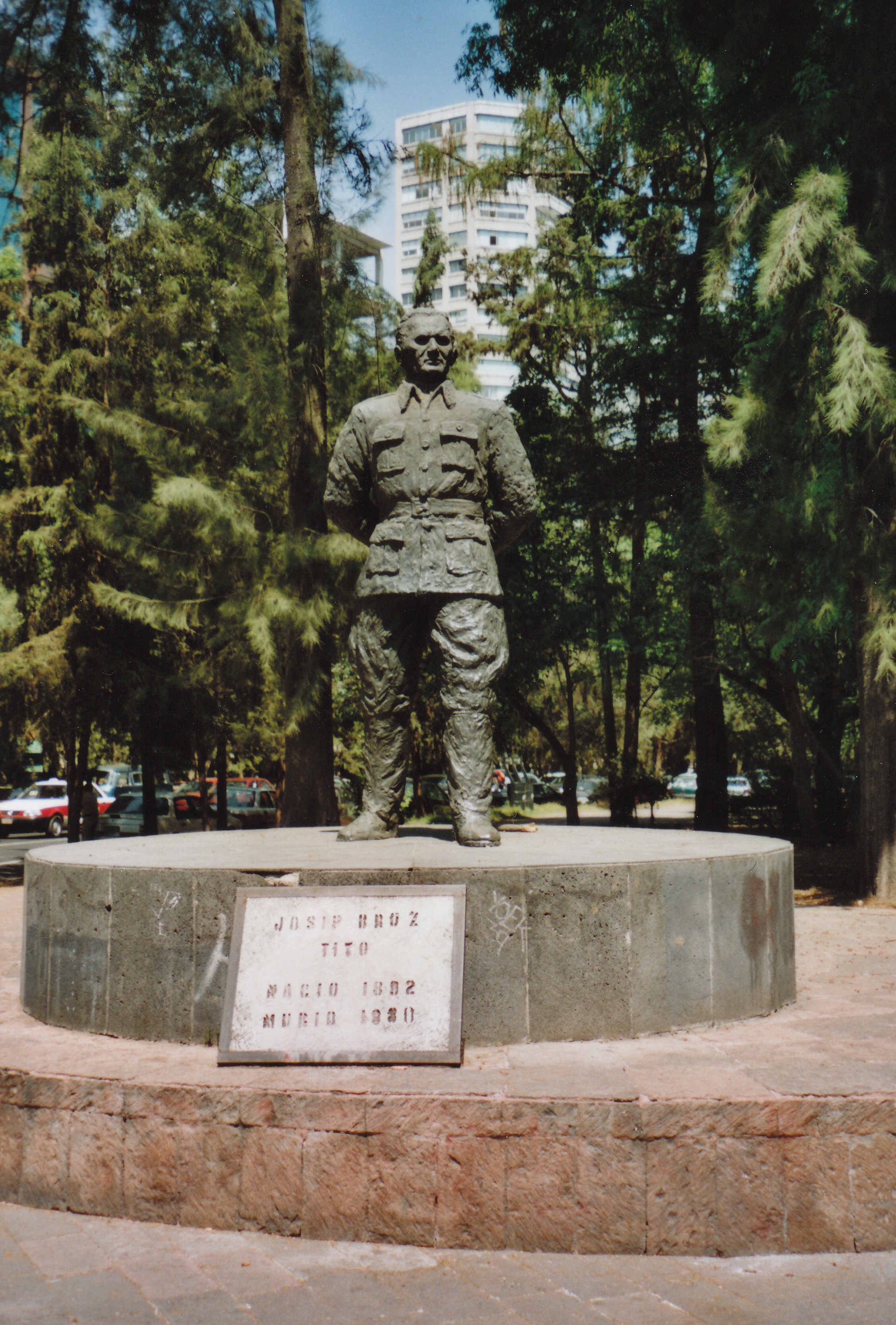
Estatua de Josip Broz Tito en la Ciudad de México

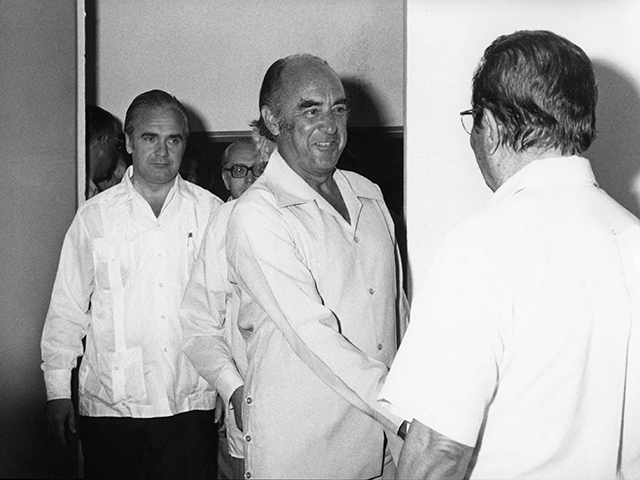
Presidente Josip Broz Tito junto a José López Portillo

México y Yugoslavia establecieron relaciones diplomáticas el 24 de mayo de 1946 por iniciativa del presidente yugoslavo Josip Broz Tito. Ambos países compartían sus puntos de vista sobre la España franquista y cooperaban con el gobierno republicano español en el exilio. El 31 de julio de 1952, los dos países protestaron enérgicamente contra la decisión de un comité de las Naciones Unidas de preguntar al gobierno de Franco qué podría hacer para fortalecer la seguridad colectiva.

## Historia
En los primeros días posteriores a la desintegración de Yugoslavia, México mantuvo sus relaciones diplomáticas con la recién creada República Federativa de Yugoslavia (Serbia y Montenegro), pero redujo su nivel al de encargado de negocios debido a la participación del país anfitrión en la Guerra de Bosnia. Después de la Resolución 757 del Consejo de Seguridad de las Naciones Unidas, México rechazó la entrada de cualquier funcionario yugoslavo y prohibió a los funcionarios de su gobierno viajar a la República Federativa de Yugoslavia.  Sin embargo, México mantuvo su embajada en Belgrado y estableció relaciones formales con Serbia y Montenegro y otros estados sucesores.

## Visitas de alto nivel
Visitas de alto nivel de Yugoslavia a México
- Presidente Josip Broz Tito (1963)
- Presidente Josip Broz Tito (1976)
- Presidente Lazar Mojsov (1981)

Visitas de alto nivel de México a Yugoslavia
- Presidente Adolfo López Mateos (1963)
- Presidente Luis Echeverria Álvarez (1974)
- Presiente Miguel de la Madrid Hurtado (1985)